# Brown Girl Dreaming
Brown Girl Dreaming ist ein Jugendroman der amerikanischen Schriftstellerin Jacqueline Woodson und des amerikanischen Illustrators Ryan Thomann. In Versform schildert die Autorin ihre Kindheit. Woodson behandelt dabei Themen wie Familie, Heimat, Freundschaft, Verlust und die Geschichte der afroamerikanischen Bürgerrechtsbewegung.
Brown Girl Dreaming erschien 2014 bei Nancy Paulsen Books/Penguin Group in englischer Sprache.
Das Buch wurde unter anderem mit einem Newbery Honor (2015), dem National Book Award for Young People's Literature (2014) und dem NAACP Image Award (2015) ausgezeichnet. Die Presse schreibt über Brown Girl Dreaming: »Diese Gedichte werden für die nächsten Jahre in unserem Kreislauf gespeichert sein« (The New York Times) »Woodson schätzt ihre Erinnerungen und gibt sie in einer anmutigen Lyrik an ihre Leser weiter« (Kirkus Reviews) und »[e]in außerordentliches, brillantes Porträt der Autorin als junges Mädchen« (The Horn Book).

## Inhalt
In versförmigen Anekdoten erzählt die Autorin Jacqueline Amanda Woodson die Geschichte ihrer Kindheit. Ihre Gedichte geben dem Leser einen Einblick in das Leben einer Afroamerikanerin in den 1960er und 1970er Jahren inmitten der Bürgerrechtsbewegung und behandeln Heimat und die Zerrissenheit darüber, im Norden und Süden aufzuwachsen.
Ihre wortgewandten Verse reflektieren zudem die Freude darüber, die eigene Stimme und somit den Weg zur Schriftstellerei gefunden zu haben.
Das Buch ist in fünf chronologische Kapitel gegliedert.

### Kapitel 1
Das erste Kapitel des Buches dreht sich um die frühe Kindheit der Protagonistin. Beginnend mit ihrer Geburt in Columbus, Ohio, lernt der Leser erstmals Woodsons Leben, ihre Gefühlswelt und Familie kennen. Diese besteht aus Jacquelines Mutter Mary Anne, ihrem Vater Jack Austin, ihrer Schwester Odella Caroline und ihrem Bruder Hope Austin. Die Eltern von Mary Anne, Gunnar und Georgiana, spielen ebenfalls eine tragende Rolle.
Einige Zeit nach Jacquelines Geburt zieht Mary Anne aus dem Norden mit ihren Kindern zu ihren Eltern in den Süden, nach Greenville, South Carolina. Mary Annes Geschwister sind längst nach New York gezogen, was auch Familie Woodsons Ziel ist. Die Heimat im Norden unterscheidet Jacqueline und ihre Geschwister von den anderen Kindern im Süden und so äußert sich der erste Konflikt der gespaltenen Heimat.

### Kapitel 2
Das zweite Kapitel des Buches spielt nach dem Umzug nach Greenville, South Carolina, und ist gefüllt mit berührenden, lustigen und traurigen Anekdoten, die sich alle um das neue Leben im Süden drehen.
Nach dem Umzug verspürt Mary Anne immer stärker den Drang nach einer eigenen Heimat. Sie überlegt einmal mehr, ihren Geschwistern nach New York zu folgen und entschließt sich kurzerhand, sie zumindest für eine Zeit zu besuchen. Nach ihrer Rückkehr steht fest, dass sie und die Kinder tatsächlich nach New York ziehen werden. Um alles zu organisieren, fährt Jacquelines Mutter kurze Zeit später wieder, diesmal für eine etwas längere Zeit, nach New York. Währenddessen lässt sie die Kinder bei ihren Eltern.
Die Geschwister und auch die Großeltern genießen die Zeit zusammen. Sie leben im Haus der Großeltern in Nicholtown, dem Bereich Greenvilles, in dem nur Farbige leben. Nach der anfänglich so starken Sehnsucht nach Ohio entwickelt sich für Jacqueline langsam eine Verbundenheit mit der neuen Heimat. Die Großeltern und die Geschwister verbringen viel Zeit zusammen. Nebenher treten auch Freunde, Nachbarn und zufällige Begegnungen auf. Jacqueline erzählt von Plätzen und Momenten mit ihrer Familie, die ihre Kindheit verschönerten und von der beginnenden Liebe zum Schreiben. Sie erzählt von ihrem Vater und der Leere, die er mit seinem Weggehen hinterließ. Sie erzählt, wie sie durch die Bibelstunden mit Großmutter Georgiana zum Glauben fand und eine Zeugin Jehovas wurde.
Doch trotz des heimischen Gefühls und dem wohlbehüteten Leben unter der Liebe der Großeltern, brachte der Umzug in den Süden starke Veränderungen und Schwierigkeiten mit sich. Die bestehende Sehnsucht nach Ohio, das Gefühl der gespaltenen Heimat und die Probleme, die mit ihrer Herkunft einhergehen, machen den Geschwistern zu schaffen. Denn in Greenville findet zu diesem Zeitpunkt die afroamerikanische Bürgerrechtsbewegung statt, die durch Meldungen aus dem Radio, in Gesprächen mit Großvater Gunnar und auf den Straßen von Greenville präsent wird.
Als sie nach geraumer Zeit ihre Kinder aus Greenville nachholt, kommt Mary Anne Irby mit einer Neuigkeit nachhause: Sie ist mit einem vierten Kind schwanger. Jacqueline ist weder von Baby Roman noch vom bevorstehenden Umzug nach New York sonderlich begeistert und beginnt Greenville schon zu vermissen, ehe sie die Stadt überhaupt verlassen hat.

### Kapitel 3
Anfangs ist Jacqueline entsetzt: Das New York, dass sie nur aus Erzählungen und ihren Vorstellungen kennt, entspricht überhaupt nicht der Wirklichkeit. Sie beschreibt es als grau, kalt, laut und verrückt und ist sich sicher, dass sie es niemals Heimat nennen wird. Auch das Apartment in Brownsville, Brooklyn, das ihre Mutter für die Familie gefunden hat, ist eine Katastrophe und Jacqueline ist froh, als sie bald wieder ausziehen. Sie ziehen in die Herzl Street, in ein Haus in dem Jacquelines Tante Caroline und ihr Freund Bernie wohnen und in das nach und nach immer mehr Menschen aus Greenville kommen. Es entsteht ein familiäres Gefühl, ihre Mutter Mary Anne ist glücklich und so beginnt auch Jacqueline sich langsam dort wohlzufühlen. Doch dann stürzt Tante Caroline und stirbt infolge des Sturzes.
Alles ändert sich erneut und die Familie zieht in ein pinkfarbenes Haus in der Madison Street. Das kurzweilige Heimatgefühl im Haus ihrer Tante ist verschwunden und Jacqueline beginnt Greenville, den Süden und das Leben mit ihren Großeltern mehr und mehr zu vermissen.
Ohne überhaupt schreiben zu können, bekommt Jacqueline eines Tages ihr erstes Notizbuch. Später schreibt sie das erste Mal ihren Namen hinein und entdeckt so ihre Liebe zur Schriftstellerei. Als Jacqueline sechs Jahre alt ist, geht sie mit Begeisterung das erste Mal zur Schule.
Um ihren Glauben zu festigen, gehen die Geschwister, ganz wie in Greenville, mit Großmutter Georgiana weiterhin jeden Sonntag in den Königreichssaal. Doch Jacqueline merkt bald, dass sie die Rolle einer „echten“ Gläubigen mehr spielt, als eine zu sein. Sie stimmt mit einigen Ansichten nicht überein und beginnt die Dinge zu hinterfragen. Zudem häufen sich die Nachteile: Kein Halloween, kein Weihnachten, keine Geburtstage. In Jacquelines Klasse gibt es nur zwei weitere Zeugen Jehovas, zwei Mädchen namens Gina und Alina. Doch während Gina eine „echte“ Gläubige ist, fühlt sich Alina, genau wie Jacqueline, mehr wie eine Schauspielerin.
Später zieht Onkel Robert, Mary Annes Bruder, nach New York. Die Zeit in New York vergeht: Jacqueline geht zur Schule, am Sonntag in den Königreichssaal und mit ihrem Onkel in den Park. Ihre Familie in Ohio und die Erinnerungen an ihren Vater geraten immer mehr in Vergessenheit.
Als Baby Roman für eine Zeit ins Krankenhaus muss, da er Wandfarbe gegessen und nun Blei im Blut hat, fahren Jacqueline und ihre restlichen Geschwister mit ihrem Onkel Robert zurück nach South Carolina zu ihren Großeltern. Großvater Gunnar ist in ihrer Abwesenheit erkrankt und kann nicht mehr arbeiten und Großmutter Georgiana hat einen Vollzeitjob angenommen. Die Kinder verbringen ihre Zeit deshalb in der Kindertagesstätte bei Mrs. Hughes und in der Ganztagsschule, was ihnen zu schaffen macht. Sie werden aufgrund ihres Aussehens und ihrer andersklingenden Sprache gemobbt und das Gefühl der gespaltenen Heimat verstärkt sich umso mehr.
Dann endet der Sommer im Süden und Jacqueline, Hope Austin und Odella Caroline kehren zurück nach New York.

### Kapitel 4
Zurück in New York kommt Roman nach einer langen Reihe von Krankenhausaufenthalten endlich nach Hause und die vier Geschwister sind wieder vereint. In der Zwischenzeit hat Jacqueline Maria kennengelernt. Das mexikanische Mädchen lebt in derselben Straße wie sie und die beiden werden sehr enge Freunde. Sie verbringen viel Zeit miteinander, tauschen ihr eigenes Essen gegen das der Anderen, sprühen Graffiti an Wände, rauchen Kaugummizigaretten und hören heimlich Funk in Marias Zimmer.
Neben ihrem Alltagsleben widmet sich Jacqueline mehr und mehr dem Erzählen und Schreiben von Geschichten, doch letzteres fällt ihr anfangs nicht so leicht. Mithilfe von Songtexten und Geschichten lernt sie viel über Sprache und entwickelt so ein Gefühl für das Schreiben.
Im Sommer fahren alle wieder in den Süden nach Greenville. Aber es ist anders als die Male zuvor: Jacquelines Großvater Gunnar ist kränker und die meiste Zeit des Sommers liegt er im Bett. Während ihre Geschwister draußen spielen verbringt Jacqueline viele Stunden mit ihrem Großvater.
Zum Ende des Sommers holt Onkel Robert sie alle wieder zurück nach New York. Zurück in Brooklyn schreibt Jacqueline ihr erstes Buch, ein Buch gefüllt mit sieben Gedichten über Schmetterlinge.
Onkel Robert wird wegen Diebstahl verhaftet und kommt für geraume Zeit ins Gefängnis, wo ihn seine Familie besucht.
Jacquelines Familie bekommt einen Anruf der Großmutter Georgiana und begibt sich daraufhin wieder in den Süden. Kurz nachdem sie in Greenville eintreffen stirbt Jacquelines Großvater Gunnar. Es folgt eine Beerdigung in Form einer Parade durch Nicholtown.

### Kapitel 5
Nach dem Tod Gunnars verkauft Georgiana das Haus in Nicholtown und folgt ihrer verbliebenen Familie nach New York. Mit dem Tod des Großvaters hat sich die Welt der Familie Woodson wieder einmal verändert. Jacquelines Leben geht weiter, aber die Lücken der Menschen, die sie verloren hat, bleiben und sie fragt sich, wie ihr Leben anders hätte verlaufen können.
Als Robert aus dem Gefängnis kommt, ist er zum muslimischen Glauben konvertiert. Er trägt eine schwarze Kappe auf dem Kopf und erzählt von Muhammed, dem heiligen Ort Mekka und der Stärke der schwarzen Menschen.
Maria und Jacqueline beschäftigen sich indes immer mehr mit der afroamerikanischen Bürgerrechtsbewegung. Sie werden Angela Davis Fans und wünschten, sie könnten ihrer Organisation Black Panthers beitreten, aber wirklich verstehen können sie die Revolution und ihre Gegner nicht. Onkel Robert gibt Jacqueline zu verstehen, dass sie darüber nichts in der Schule lernen wird, da die Revolution auf der Straße stattfindet.
Jacquelines Leidenschaft zum Schreiben verstärkt sich im Zusammenhang mit der Bürgerrechtsbewegung noch mehr. Nachdem sie ihr selbstverfasstes Gedicht über diese vorträgt, spricht ihr ihre Lehrerin gut zu und Jacqueline fühlt ihren Traum Schriftstellerin zu werden immer näherkommen.
Schließlich vereint Jacqueline alle Gegensätze ihres Lebens und stellt fest, dass sie selbst es ist, die die Macht hat zu entscheiden, wie jede Geschichte sein wird.

## Figuren

### Hauptfiguren
Jacqueline Amanda Woodson
Jacqueline Amanda Woodson ist die Protagonistin des Buches. Aus ihrer Sicht wird Brown Girl Dreaming erzählt. Ihre Familie besteht aus ihrem Vater Jack Austin Woodson, ihrer Mutter Mary Anne Irby und ihren Geschwistern Odella Caroline Woodson, Hope Austin Woodson und Roman Irby. Ihren Namen hat sie von ihrem Vater Jack, weshalb sie auch „Jackie“ genannt wird. Sie hegt schon früh den Wunsch Schriftstellerin zu werden, auch wenn sich dieser erstmal nur im Erzählen von Geschichten äußert. In der Schule wird sie oft mit ihrer älteren Schwester verglichen. Jacqueline denkt sich gerne Geschichten aus, zum Beispiel über ihren Vater, der die Familie früh verließ. Sie ist eine Zeugin Jehovas, allerdings lässt die Stärke dieses Glaubens immer mehr nach, je älter sie wird.
Mary Anne Irby
Mary Anne ist die Mutter von Jacqueline, Odella Caroline und Hope Austin und die Exfrau von Jack Austin. Ihre Eltern sind Georgiana und Gunnar. Sie wurde in Greenville, South Carolina geboren und hat drei Geschwister: Ihre Schwester Caroline ist nach New York gezogen, ihr Bruder Robert spart Geld, um ihr zu folgen und ihr Bruder Odell kam bei einem Autounfall ums Leben. Später zieht Mary Anne mit ihren drei Kindern ebenfalls nach New York, Brooklyn. Während eines ihrer Aufenthalte in dieser Stadt wird sie schwanger und bringt noch einen Jungen, Roman, zur Welt.
Georgiana Scott Irby und Gunnar Irby
Georgiana Scott Irby und Gunnar Irby sind die Großeltern von Jacqueline, Odella Caroline, Hope Austin und Roman und die Eltern von Mary Anne, Robert, Caroline und Odella. Sie haben ein Haus in Greenville, South Carolina. Georgiana Scott arbeitet als Teilzeitlehrerin, aber da das Geld nicht reicht, schließt sie sich an zwei Tagen der Woche den Frauen an, die auf der anderen Seite Greenvilles bei der weißen, wohlhabenderen Bevölkerung putzen. Später, als ihr Mann zu krank zum Arbeiten ist, nimmt Georgiana einen Vollzeitjob an. Sie ist religiös und spricht mit ihren Enkeln über die Bibel, die sie in ihrem Nachttisch aufbewahrt.
Gunnar stirbt aufgrund seines Zigarettenkonsums. Nach dem Tod ihres Mannes zieht Georgiana zu ihrer Tochter Mary Anne nach New York.
Odella Caroline Woodson
Odella Caroline Woodson ist Jacquelines ältere Schwester und nach ihrem Onkel Odell, der bei einem Autounfall ums Leben kam, und ihrer Tante Caroline benannt. Ihr Spitzname ist „Dell“. Sie ist sehr schlau und liest viel.
Hope Austin Woodson
Hope Austin Woodson ist der ältere Bruder von Jacqueline und ein ruhiger Charakter. Er kann sehr gut singen, was aber lange Zeit niemand weiß, und ist an Chemie interessiert. Außerdem begeistert er sich für Comics und Superhelden.

### Nebenfiguren
Jack Austin Woodson
Jack Austin ist der Vater von Jacqueline, Odella Caroline und Hope Austin und der Exmann von Mary Anne. Er hat seine drei Kinder und seine Frau verlassen.
Grace Vivian Whitfield Woodson und Hope Austin Woodson
Grace Vivian Whitfield Woodson und Hope Austin Woodson sind die Großeltern väterlicherseits von Jacqueline, Odella Caroline und Hope Austin und die Eltern von Jack Austin. Es besteht ein enges Verhältnis zwischen Grace und Mary Anne, doch ansonsten haben sie nicht viel Kontakt zu der Familie. Der Süden bringt Grace und Mary Anne stärker zusammen, da beide aus Greenville stammen und sie Zuhause füreinander bedeuten.
Odell Irby
Odell Irby ist der Bruder von Mary Anne, Caroline und Robert und der Sohn von Georgiana und Gunnar. Er stirbt bei einem Autounfall. Nach ihm ist Jacquelines Schwester Odella Caroline benannt.
Caroline Irby
Caroline, auch Tante „Kay“ genannt, ist die Schwester von Mary Anne, Robert und Odell und die Tochter von Georgiana und Gunnar. Sie lebt als erste der drei Geschwister in New York. Sie stirbt infolge eines Sturzes.
Robert Irby
Robert Irby ist der Bruder von Mary Anne, Caroline und Odell und der Sohn von Georgiana und Gunnar. Aufgrund von Diebstahl verbringt er eine Zeit im Gefängnis und konvertiert danach zum muslimischen Glauben.
Dorothy
Dorothy ist die Cousine und beste Freundin von Mary Anne. Sie und ihre Kinder besuchen Mary Anne und die Kinder manchmal. Dorothys Kinder spielen jedoch nicht mit Jacqueline und ihren Geschwistern, da sie sie sprachlich nicht verstehen können.
Roman
Roman ist Mary Annes viertes Kind und somit ebenfalls Jacquelines Bruder. Er ist weiß und hat weiche, braune Locken und Wimpern. Als er Wandfarbe gegessen und infolgedessen Blei im Blut hat, kommt er für einige Zeit ins Krankenhaus.
Maria
Maria ist Jacquelines beste Freundin und mexikanischer Abstammung. Sie teilen ihr Essen, hören heimlich Funk und rauchen Kaugummizigaretten zusammen.
Greenville Nachbarn
Cora und ihre Schwestern leben auf der anderen Straßenseite. Ihre Mutter verließ sie, um mit einem Pastor durchzubrennen. Sie erzählen Jacqueline, dass der Teufel in Pilzen wohnt und Großmutter Georgiana warnt ihre Enkel vor diesen Kindern.
Der Junge mit dem Loch im Herzen lebt die Straße rauf. Er sitzt manchmal im Garten der Woodsons und hört ihnen zu, wenn sie Geschichten erzählen. Er selbst spricht nicht viel, und wenn, dann nur um Jacqueline und ihren Geschwistern Fragen über ihre Mutter, New York und Ohio zu stellen. Die drei Brüder leben die Straße runter. Sie sind den ganzen Sommer über in ihrem dunklen Haus und kommen erst spät abends heraus, wenn ihre Mutter von der Arbeit nachhause kommt.
Sie alle sind Beinahe-Freunde von Jacqueline, Odella Caroline und Hope Austin, aber die Großmutter verbietet den Geschwistern, mit ihnen zu spielen.
Gina und Alina
Sie sind die einzigen beiden anderen Zeugen Jehovas in Jacquelines Klasse. Doch während Gina eine „echte“ Gläubige ist, fühlen Alina und Jacqueline sich mehr wie Schauspielerinnen.

## Literarische Kritik
Brown Girl Dreaming erhielt ein insgesamt positives Presseecho. Die National Book Foundation lobte: »Jacqueline Woodson’s ‚Brown Girl Dreaming‘ ist eine intime Erzählung über Sieg, Leid und Entdeckung, geschrieben mit Wörtern mit der Komplexität einer Symphonie und gefüllt mit Erinnerungen, die quälen und inspirieren« (National Book Foundation). Das National Public Radio bemerkte positiv: »Woodson öffnet für junge Menschen ein Fenster zur Geschichte und lernt genauso viel von ihren Lesern wie sie von ihr« (National Public Radio). Das School Library Journal stellte fest, das Buch sei »eine zugängliche und einnehmende Tour de Force« (School Library Journal).

## Nominierungen und Auszeichnungen
| Datum | Nominierung / Auszeichnung                             |
| ----- | ------------------------------------------------------ |
| 2014  | National Book Award for Young People’s Literature      |
| 2015  | Newbery Honor                                          |
| 2015  | NAACP Image Award                                      |
| 2015  | Coretta Scott King Author Award winner                 |
| 2015  | Sibert Honor winner                                    |
| 2014  | Los Angeles Times Book Prize finalist                  |
| 2015  | ALA Notable                                            |
| 2015  | Bank Street College of Education’s Claudia Lewis Award |
| 2016  | New York Times Book Review Notable Children’s Book     |
| 2014  | Kids’ Indie Next List                                  |
| 2014  | Kirkus Best Books                                      |
| 2014  | Publishers Weekly Best Book                            |
| 2014  | School Library Journal Best Book                       |
| 2014  | Horn Book Fanfare                                      |
| 2014  | BookPage Best Children’s Book                          |